# 佐々木弘綱
佐々木 弘綱（ささき ひろつな、1828年8月26日（文政11年7月16日）‐ 1891年（明治24年）6月25日）は、幕末から明治時代にかけて活躍した国学者、歌人。号は鈴山、竹柏園など。

## 経歴
文政11年(1828年)、佐々木徳綱の子として伊勢に生まれた。学者の家系であったため、若くして1000首の和歌を詠んだといわれている。このことがきっかけで、後に足代弘訓や井上文雄、梶原昭豊の門人となり、和歌や国学を学んだ。また、山崎元庵の門人にもなり、蘭学についても学んだ。師の井上文雄や同時期に活躍した同じ歌人の八田知紀と共に、幕末の動乱期における著名な歌人として知られるようになる。
維新後の1882年（明治15年）、帝国大学文科大学古典講習科（現在の東京大学文学部）が創設されると同学科の教授となり、古典など国学を教授した。

## 家族・親族
- 長男：佐佐木信綱は同じく国学者で歌人。
- 次男：印東昌綱(1877～1944年)も国学者で歌人。22歳の時に印東家を継いだ。

## 著作

### 歌集
- 『日本歌学全書』‐ 『万葉集』など古来の歌集を初めて活字にした著作。執筆中に死去したため、長男の信綱が刊行した。

### 著書
- 『竹取物語俚言解』
- 『土佐日記俚言解』
- 『古事記俚言解』
- 『添註伊勢物語俚言解』[3]

その他、代表的な古典文学作品を元にした著書が刊行されている。